# Dorycera tuberculosa
Dorycera tuberculosa är en tvåvingeart som beskrevs av Friedrich Georg Hendel 1908. Dorycera tuberculosa ingår i släktet Dorycera och familjen fläckflugor. Inga underarter finns listade i Catalogue of Life.